# Beresteiski-Prospekt
Koordinaten: 50° 27′ 34″ N, 30° 24′ 57″ O
Der Beresteiski-Prospekt (ukrainisch Берестейський Проспект) ist eine der längsten Straßen der ukrainischen Hauptstadt Kiew.

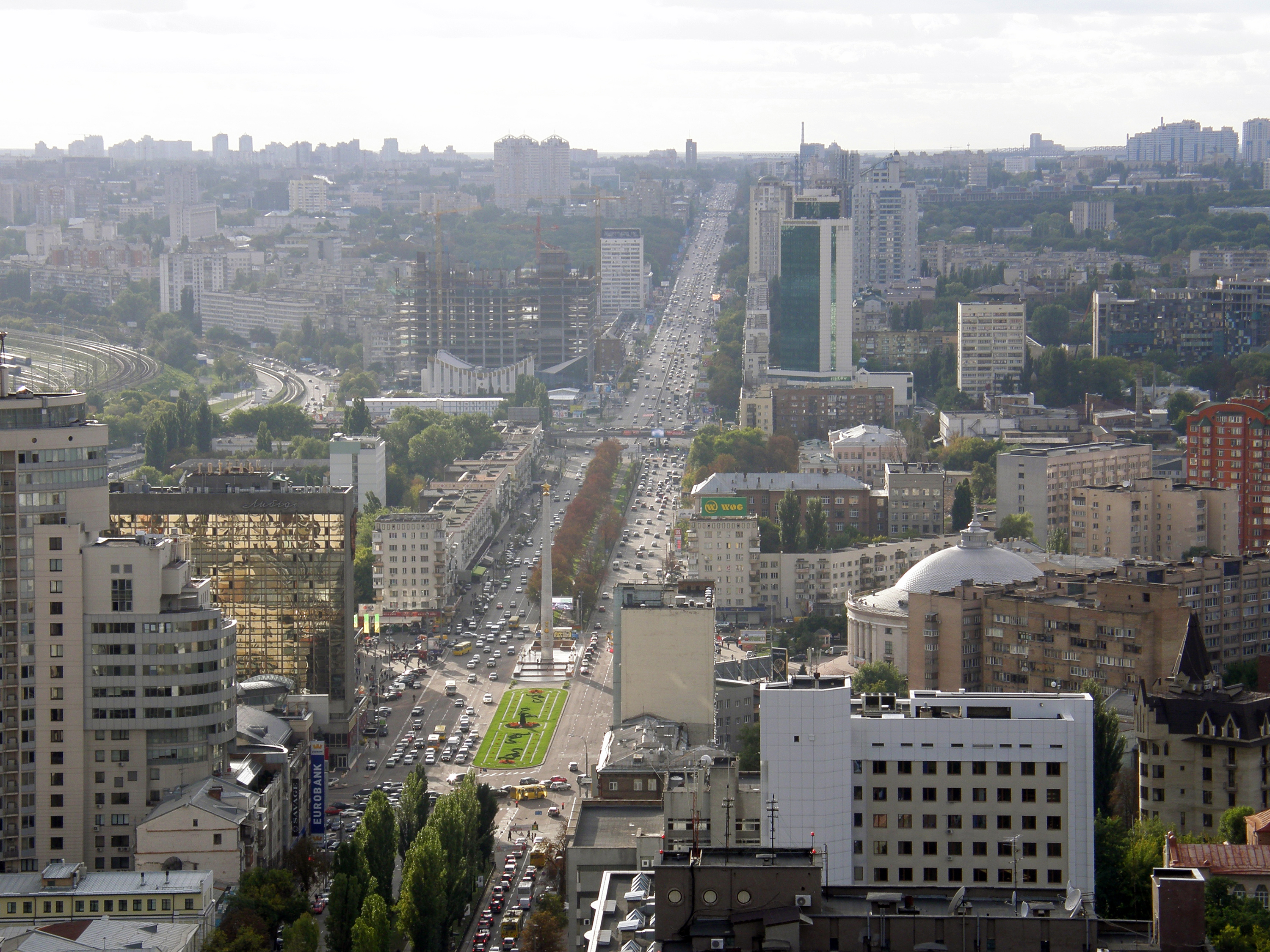
Blick über den Galizischen Platz auf den Beresteiski-Prospekt

## Lage
Der 11.800 Meter lange Prospekt liegt im Westen der Stadt. Er beginnt im Stadtrajon Schewtschenko als Verlängerung des Taras-Schewtschenko-Boulevards beim Galizischen Platz und geht in die M 06/Brest-Litauen-Autobahn (Брест-Литовське шосе) im Stadtrajon Swjatoschyn über.

## Geschichte

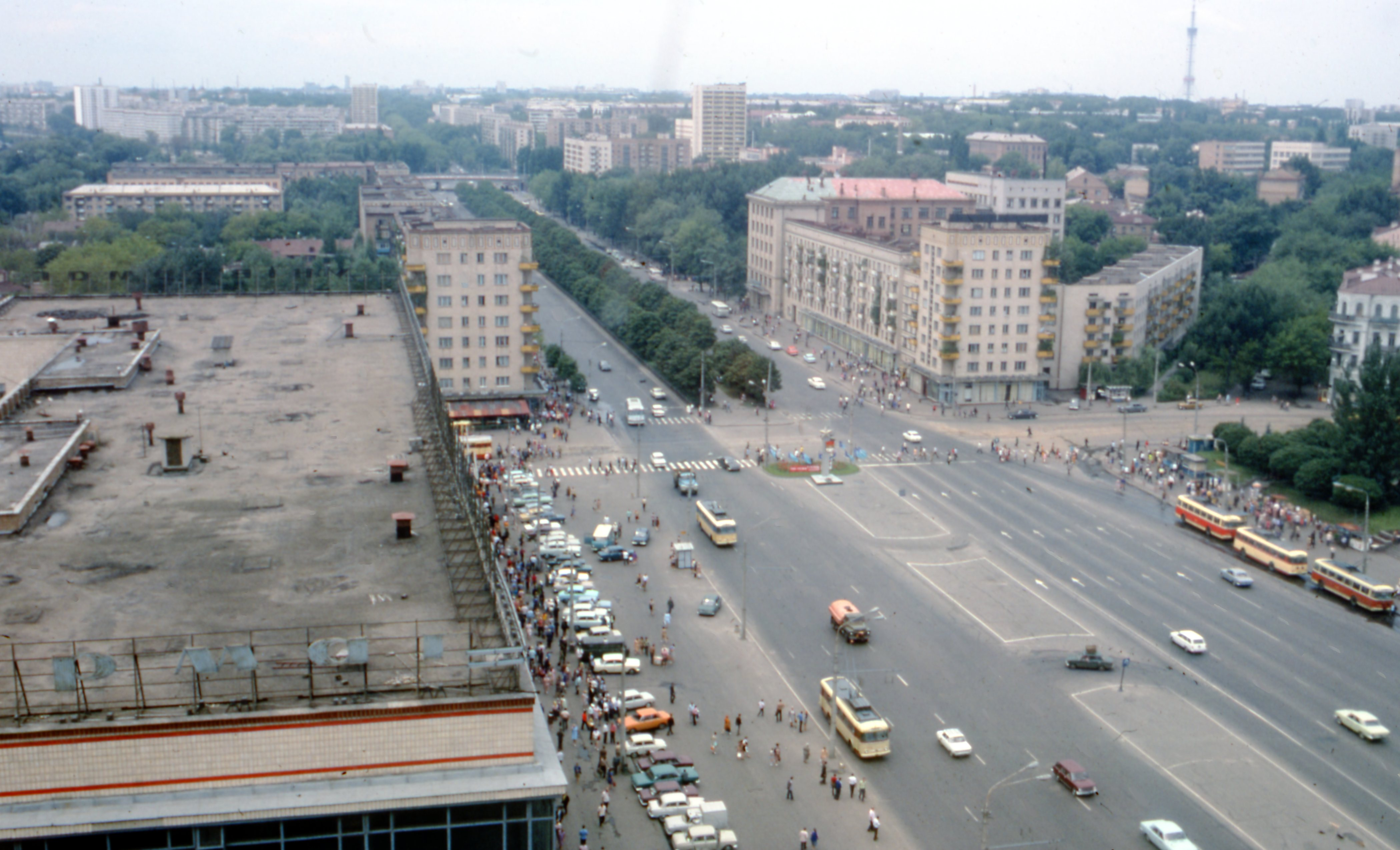
Blick über den Siegesplatz auf den Brest-Litowsker Prospekt, 1975

Die von Kiew nach Westen führende Straße war schon zu Beginn der ersten Hälfte des 19. Jahrhunderts als Schitomirer oder Kiew-Brester Chaussee bekannt. Den Namen erhielt die Straße nach den Städten Schitomir und Brest, in deren Richtung sie führte. Mit der Ausdehnung des Kiewer Stadtgebietes am Ende des 19. Jahrhunderts änderte sich der Name in Brest-Litowsker Chaussee. Ab 1964 wurde des ostwärtige, im Stadtgebiet liegende Abschnitt als Brest-Litowsker Prospekt bezeichnet, während der westliche Teil den Namen Brest-Litowsker Chaussee behielt. Im Zuge der Umgestaltung des Siegesplatzes anlässlich des 40. Jahrestages des Sieges der Sowjetunion im Zweiten Weltkrieg wurde der Brest-Litowsker Prospekt in Siegesprospekt (проспект Победы) umbenannt. Dabei wurde auch der zwischen dem Siegesplatz und dem Prospekt der Luftstreitkräfte des Taras-Schewtschenko-Boulevards liegende Abschnitt Teil des Siegesprospektes. Am 9. Februar 2023 beschloss der Kiewer Stadtrat die Umbenennung in Beresteiski-Prospekt.
Ab der Mitte des 19. Jahrhunderts entstand entlang des Prospektes bzw. der Chaussee der Stadtteil Schuljawka, der vorrangig von Ansiedlungen für die wachsende Arbeiterschaft der Stadt geprägt war. Unmittelbar am Prospekt siedelten sich bis zum Beginn des 20. Jahrhunderts Industriebetriebe wie das spätere Werk Roter Bagger oder das Werk Bolschewik an, aber auch Bildungseinrichtungen wie das Kiewer Polytechnische Institut sowie Erholungsgebiete wie der Zoopark oder der Puschkin-Park entstanden entlang der Straße. Nach dem Ende des Zweiten Weltkriegs wurde die Bebauung des Siegesprospektes um den Siegeplatz umgestaltet. Die Metrolinie 1 führte ab 1963 vom Stadtzentrum bis zum U-Bahnhof Schuljawska. Die Verlängerung bis zum U-Bahnhof Swjatoschin erfolgte 1971, bis zur derzeitigen Endstation Akademmistetschko 2003. Die Linienführung folgt dabei im Wesentlichen dem Verlauf des Prospektes.

## Bebauung
Die Bebauung des Prospektes ist durch eine Mischung aus Wohngebäuden, Industrieanlagen, Kultureinrichtungen und Parks gekennzeichnet, die zwischen der Mitte des 19. Jahrhunderts und dem 21. Jahrhundert entstanden. Bemerkenswert ist eine Anzahl von Mosaiken, die zwischen 1967 und 1979 an den Wohngebäuden 17, 19, 21, 23, 25 und 27 angebracht wurden.

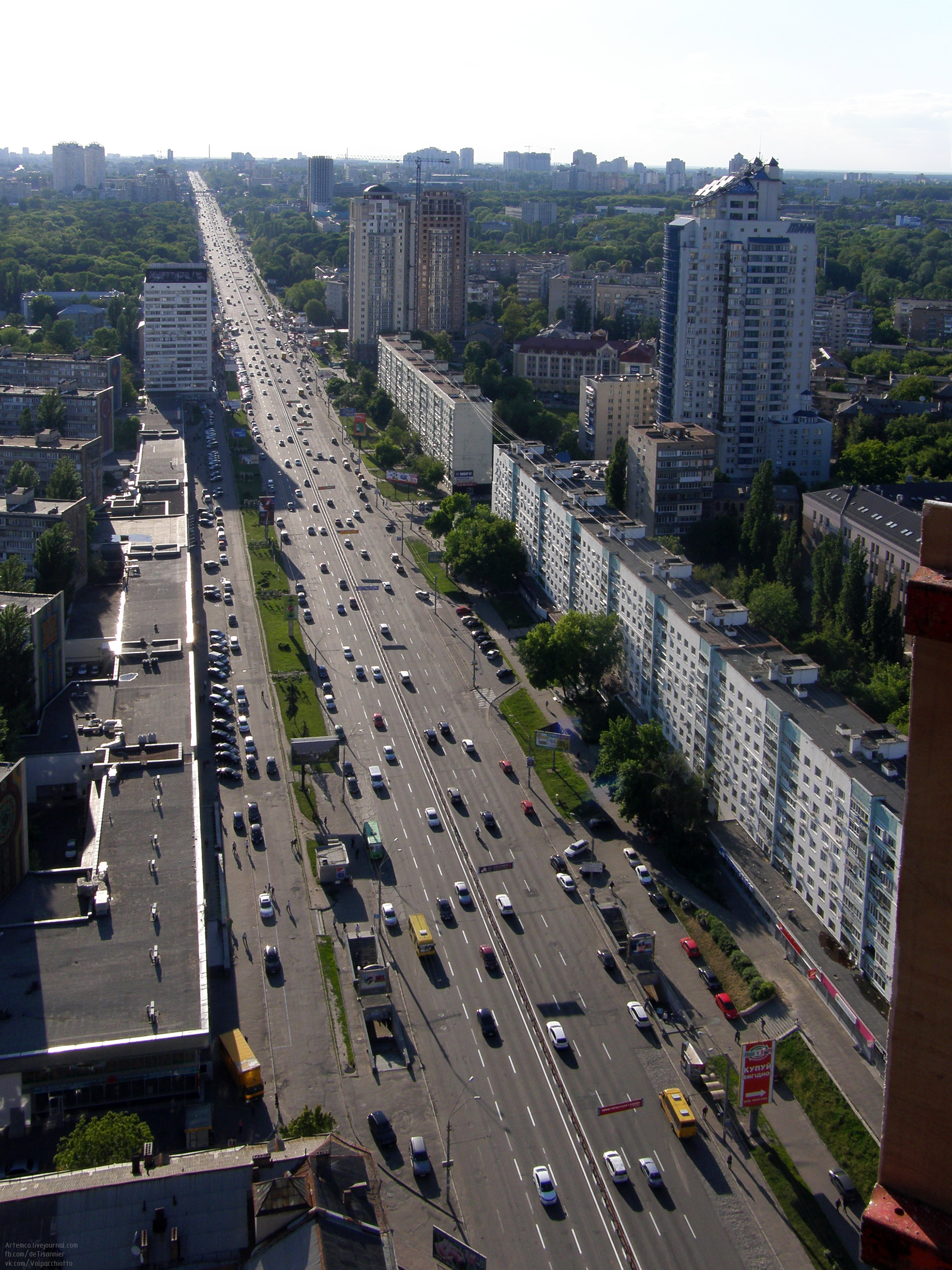
Beginn des Projektes, Blickrichtung Westen
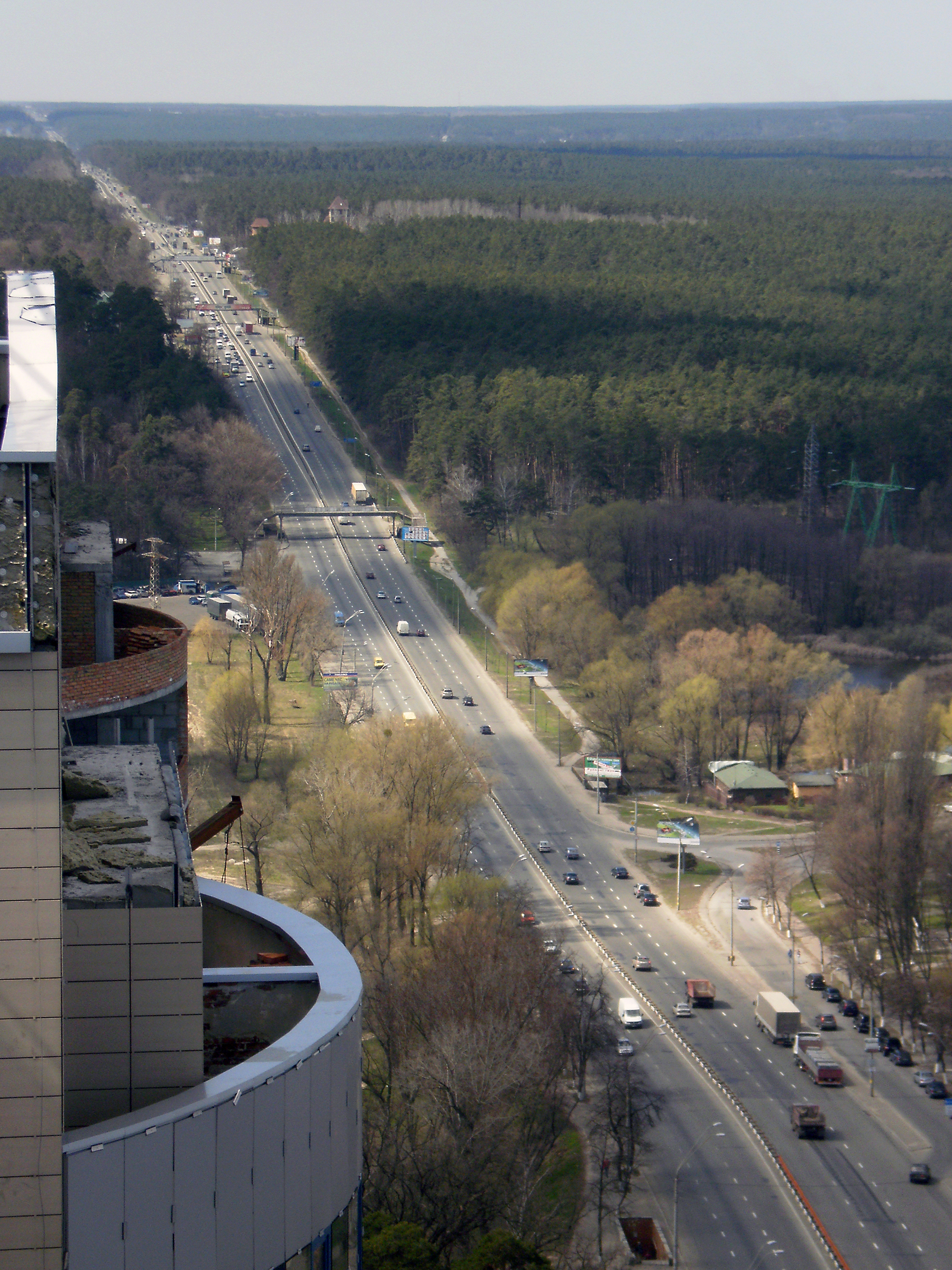
Ende des Prospektes und Übergang zur Brest-Litowsker Chaussee
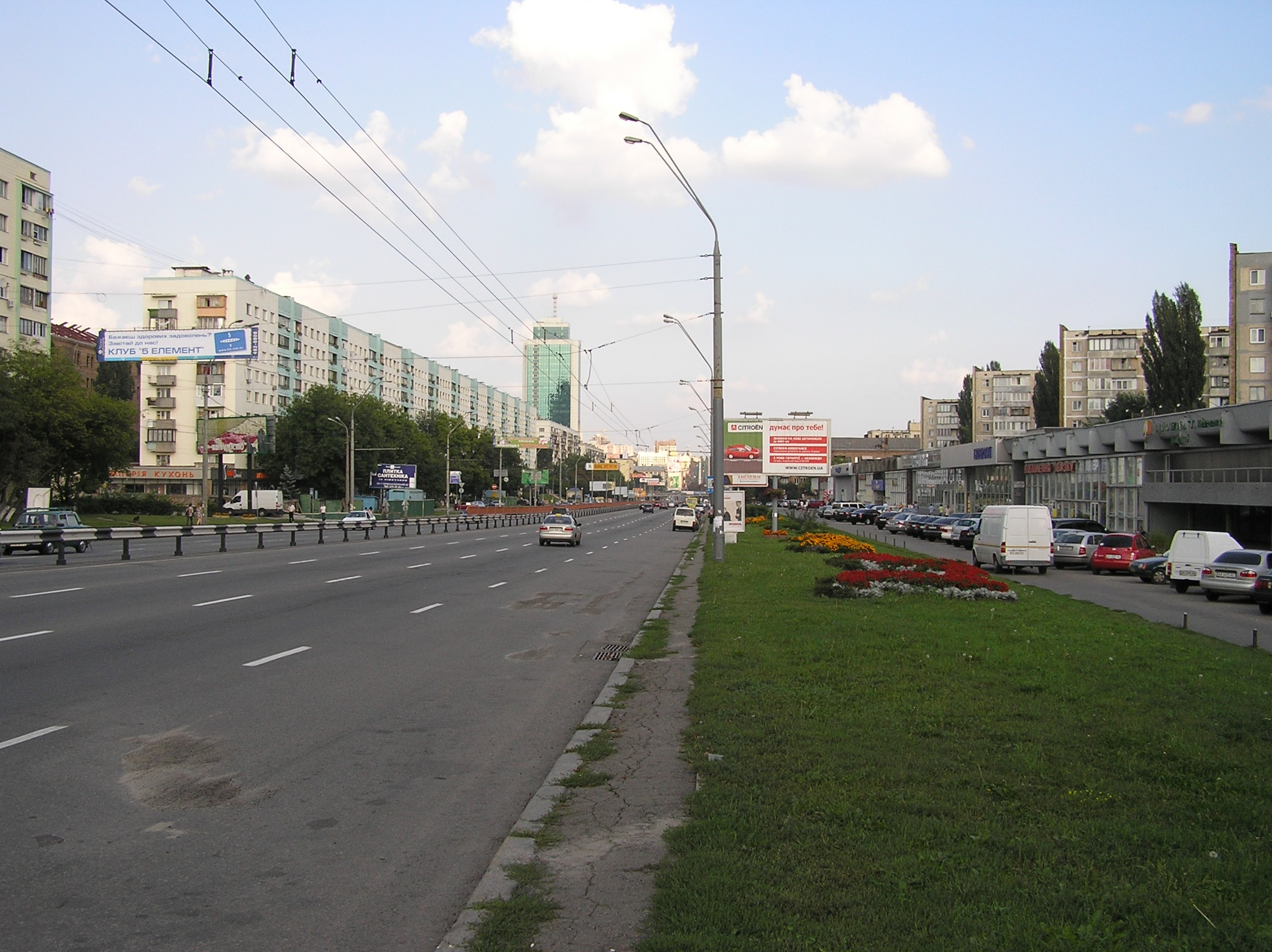
Wohnbebauung und Ladengeschäfte entlang des Prospektes zwischen dem Polytechnischen Institut und dem Propsekt der Luftflotte, 1970er Jahre
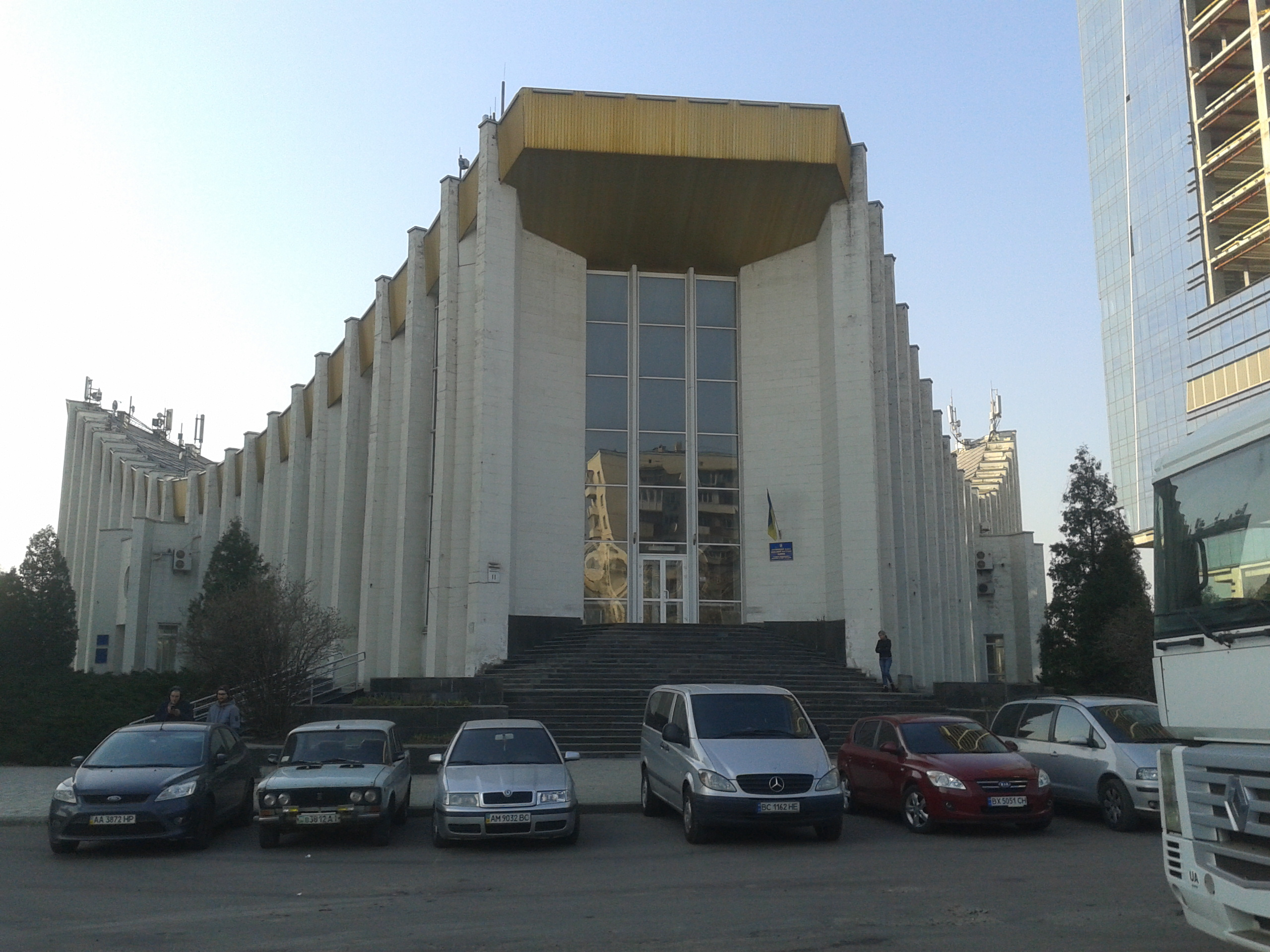
Hochzeitspalast, 1980er Jahre
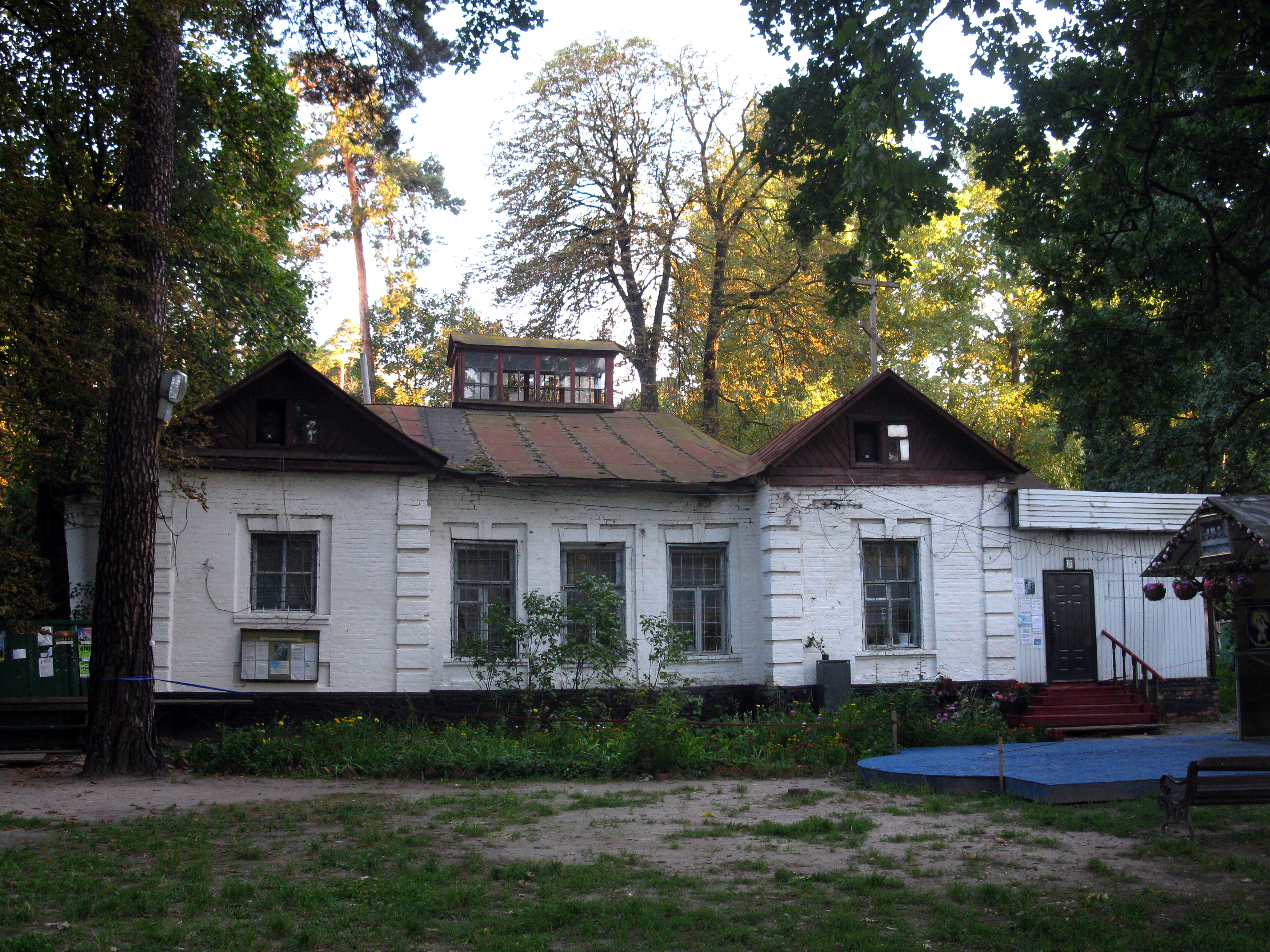
Datscha, Nr. 111
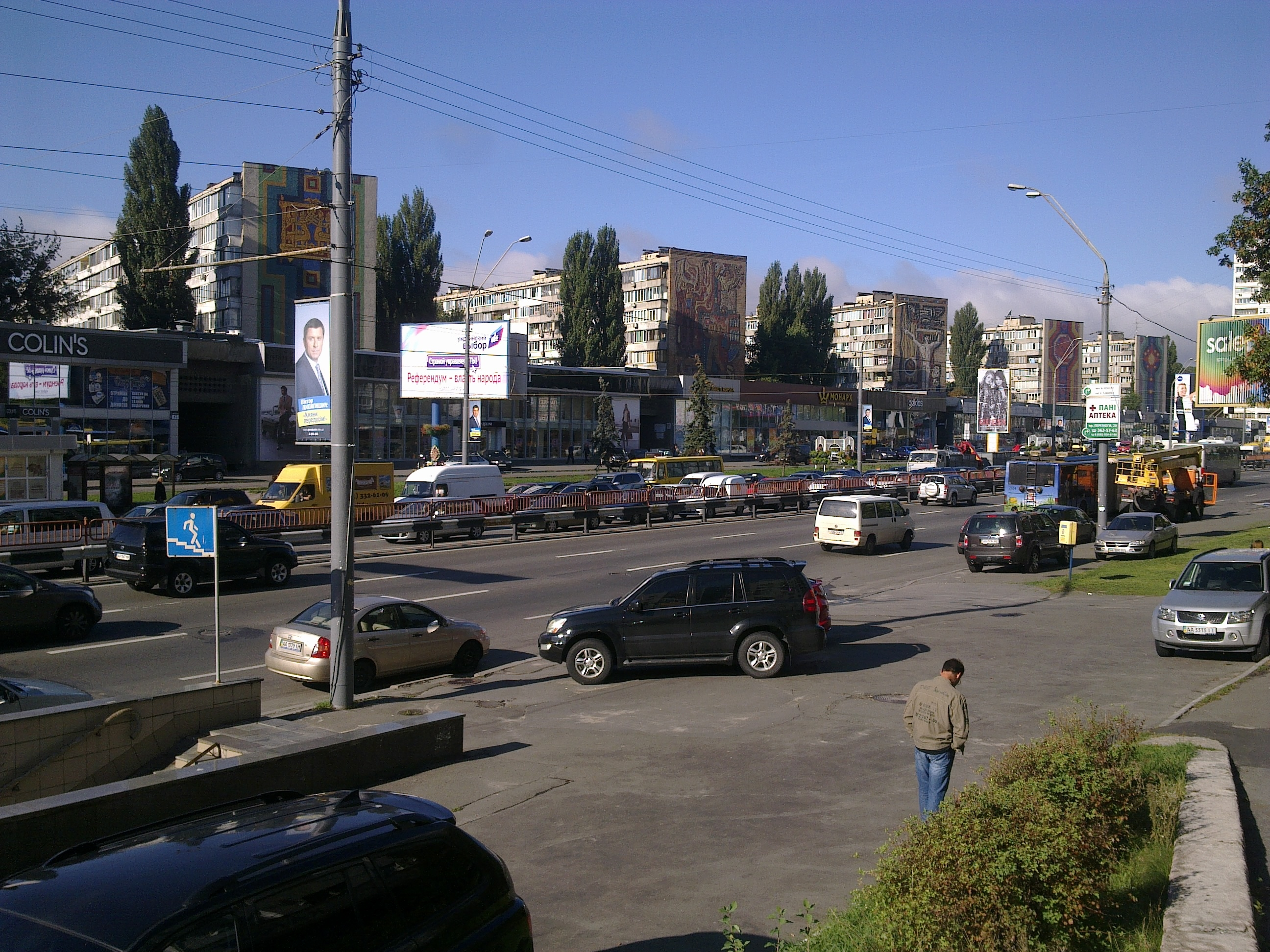
Mosaike

### Denkmale und historisch bedeutsame Gebäude
- Nr. 6 – Gebäude der ehemaligen Tabakfabrik, Ende des 19. Jahrhunderts
- Nr. 8 und 8a – Wohngebäude, 2013 abgerissen
- Nr. 28 – Haus der Spezialisten, 1930er Jahre
- Nr. 32 – Kiewer Zoo, 1910er Jahre
- Nr. 37, 39 – Campus des Kiewer Polytechnischen Instituts 1898/99–1920
- Nr. 38–40 –  Kulturpalast Bolschewik
- Nr. 43 – Wohngebäude für Arbeiter des Werkes „Bolschewik“, 1930er Jahre
- Nr. 44 – Filmstudio „Alexander Dowschenko“, Ende der 1920er – Anfang der 1930er Jahre
- Nr. 52/2 – Panzer T-34/85 zum Gedenken an die Soldaten der 3. Garde-Panzerarmee
- Nr. 55 – Industriegebäude, Gebäude der ehemaligen Militärverwaltung, Ende des 19. – Anfang des 20. Jahrhunderts
- Nr. 63 – Schule, 1930er Jahre
- Nr. 77 – Wohngebäude, 1930er Jahre
- Nr. 82 – ehemalige Regierungsdatscha, 1935/36
- Nr. 86 – Schule, 1930er Jahre
- Nr. 100/1 – Denkmal für Pjotr Nikolajewitsch Nesterow, 1930er Jahre
- Nr. 117 – Kino Ekran, 1910er Jahre
- Nr. 130 – ehemalige Datscha, Anfang 20. Jahrhundert
- Nr. 150 – Poststation mit Nebengebäuden, 1850er Jahre

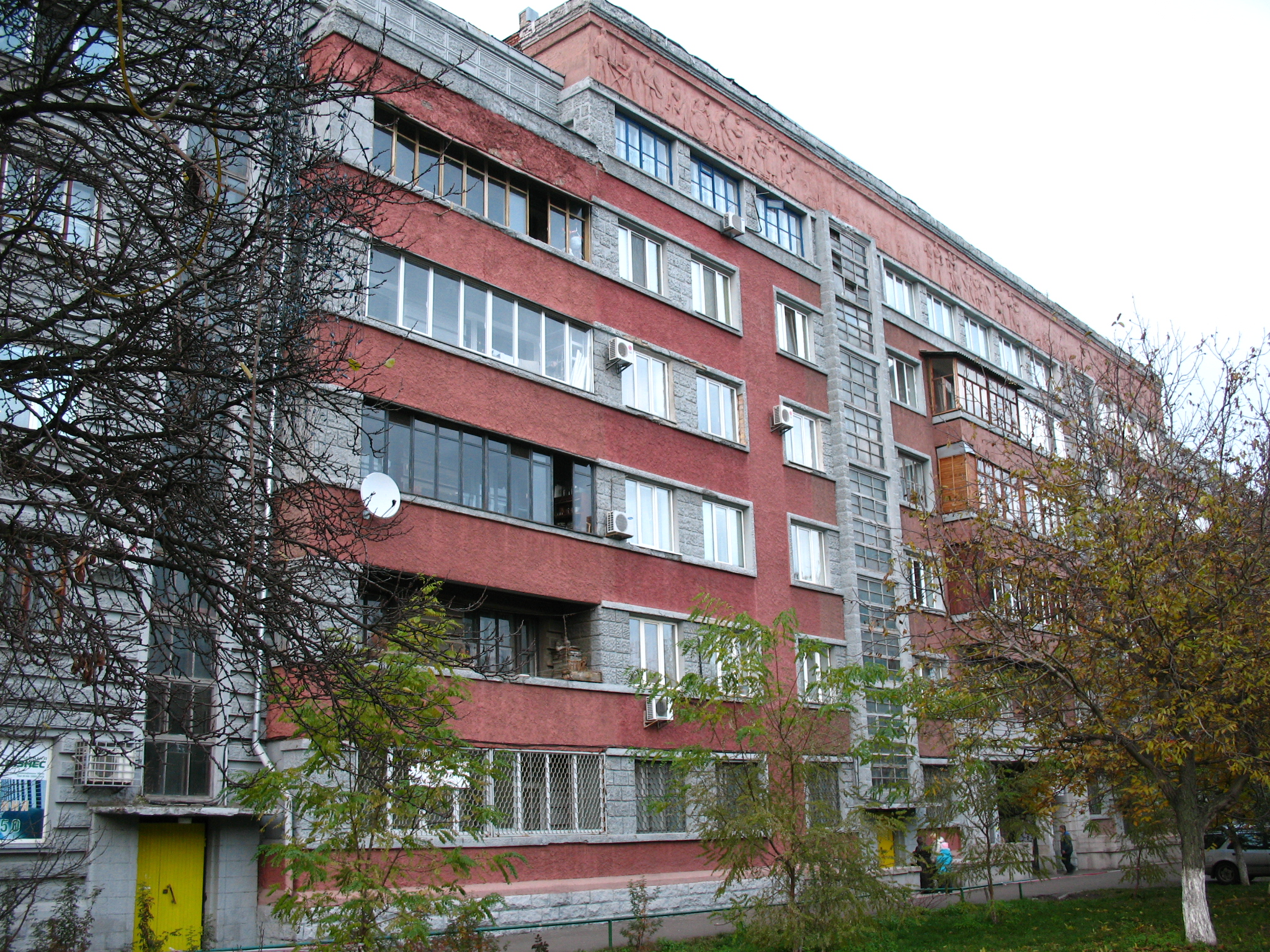
Haus der Spezialisten
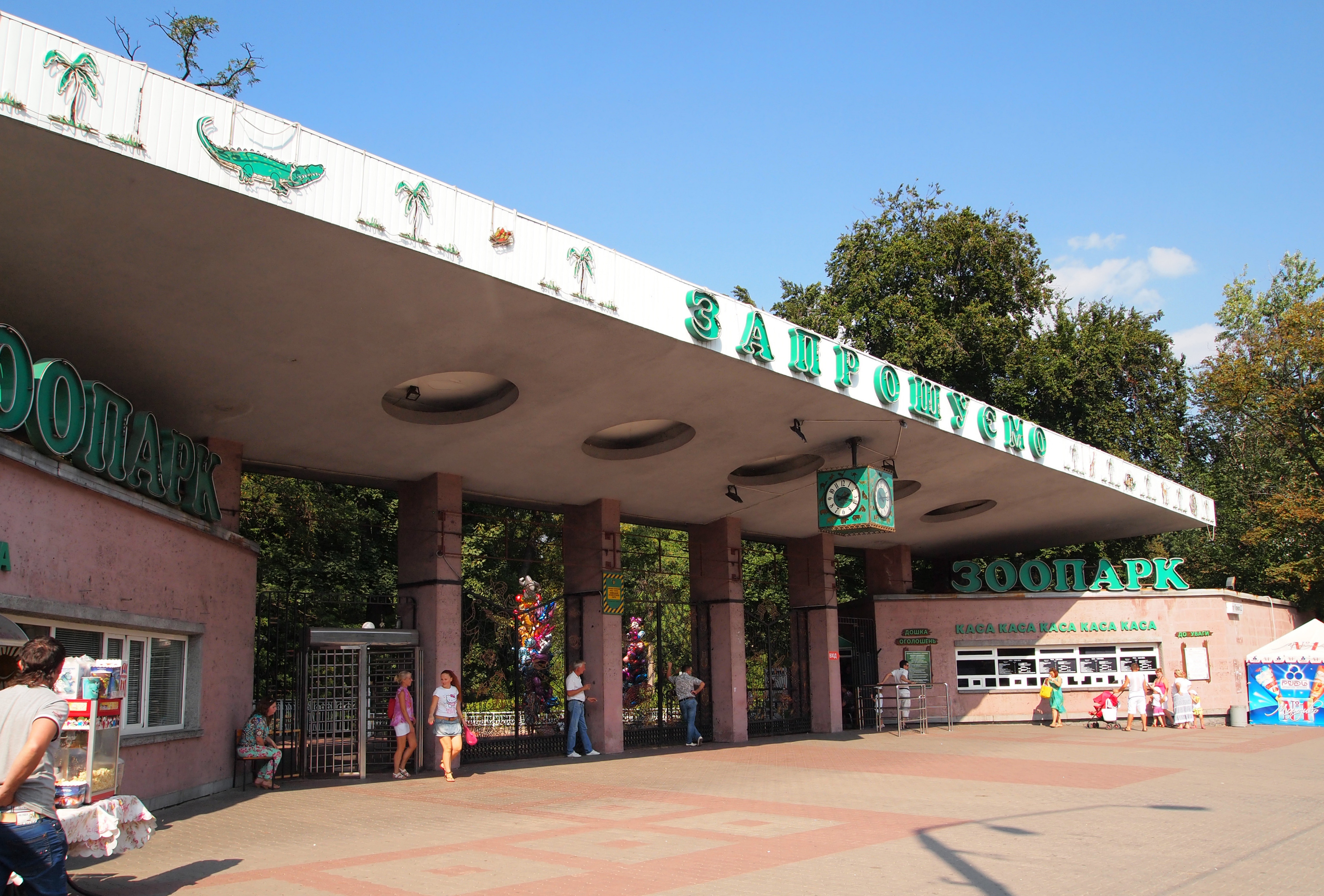
Nr. 32, Haupteingang des Kiewer Zooparks
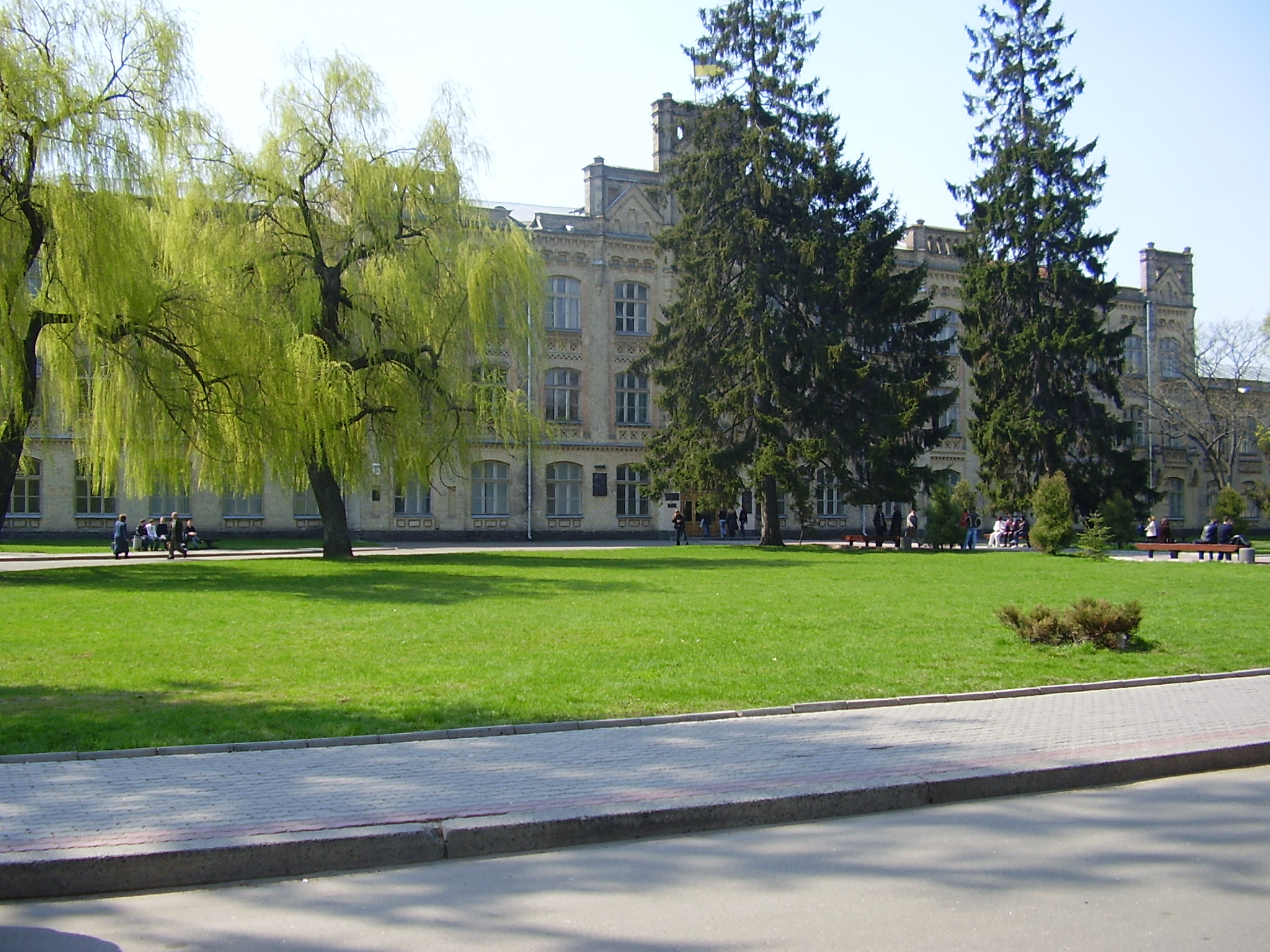
Nr. 37, Hauptgebäude des Kiewer Polytechnischen Instituts
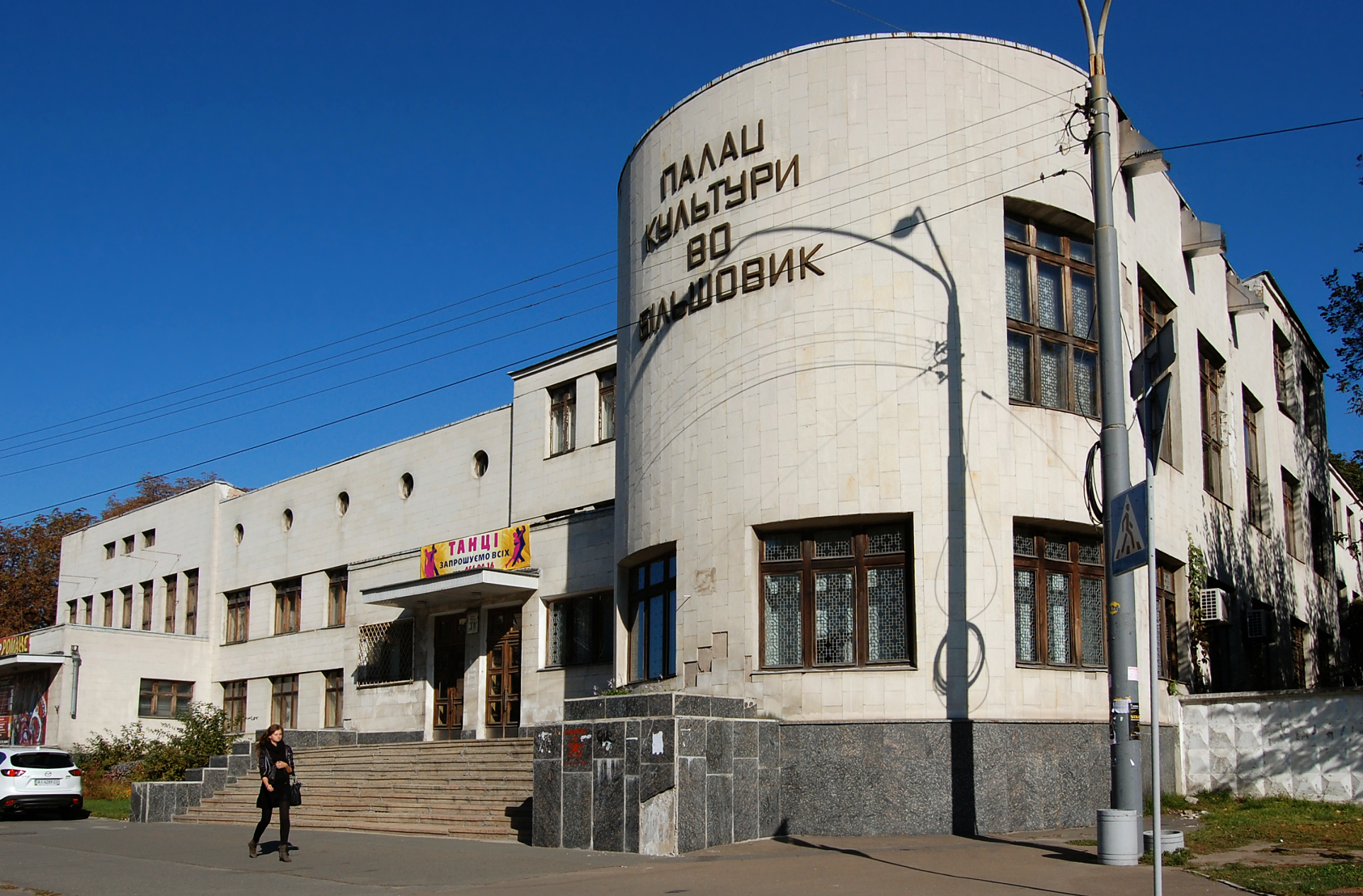
Nr. 38, Kulturpalast Bolschewik
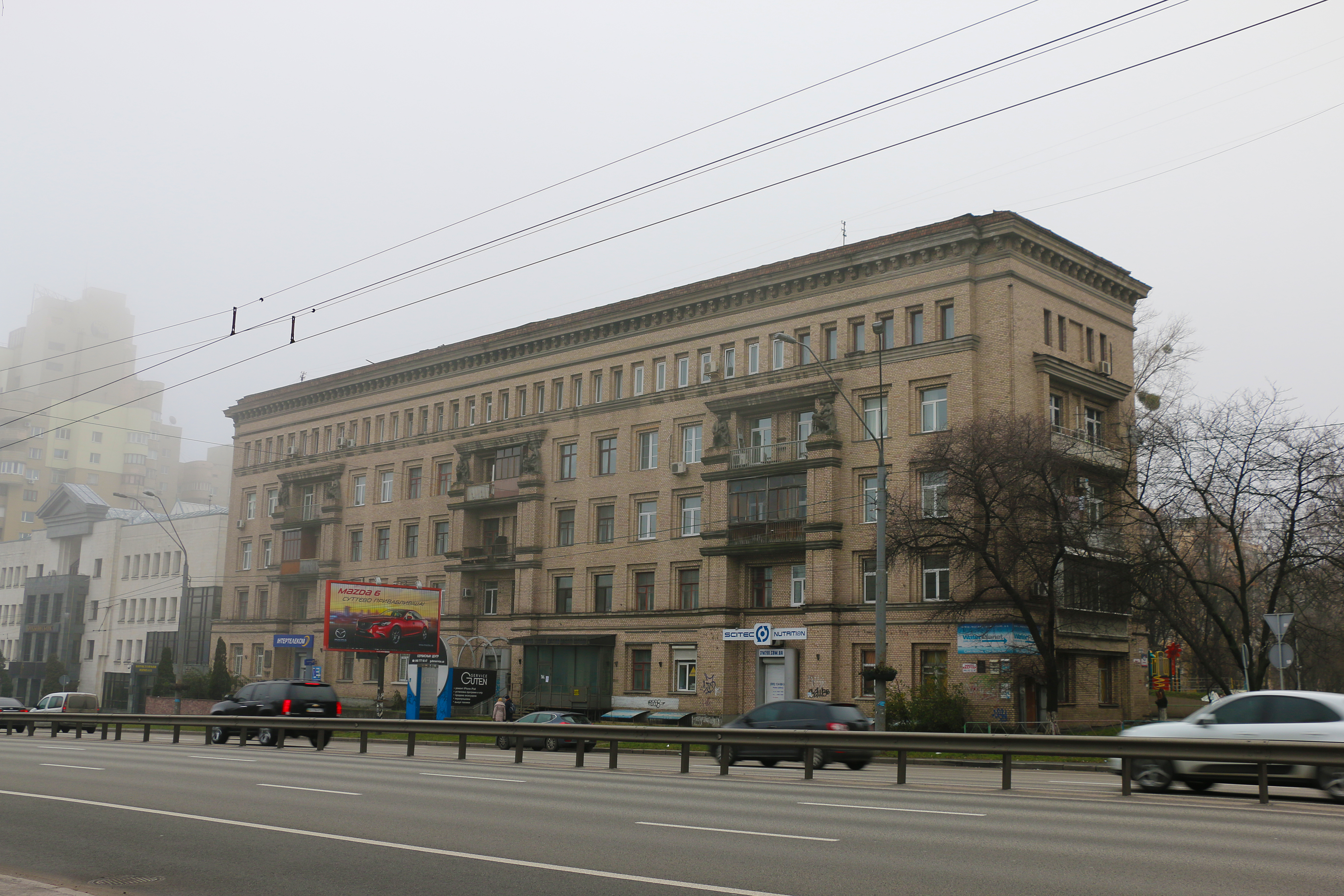
Nr. 43, Wohngebäude für Arbeiter des Werkes „Bolschewik“
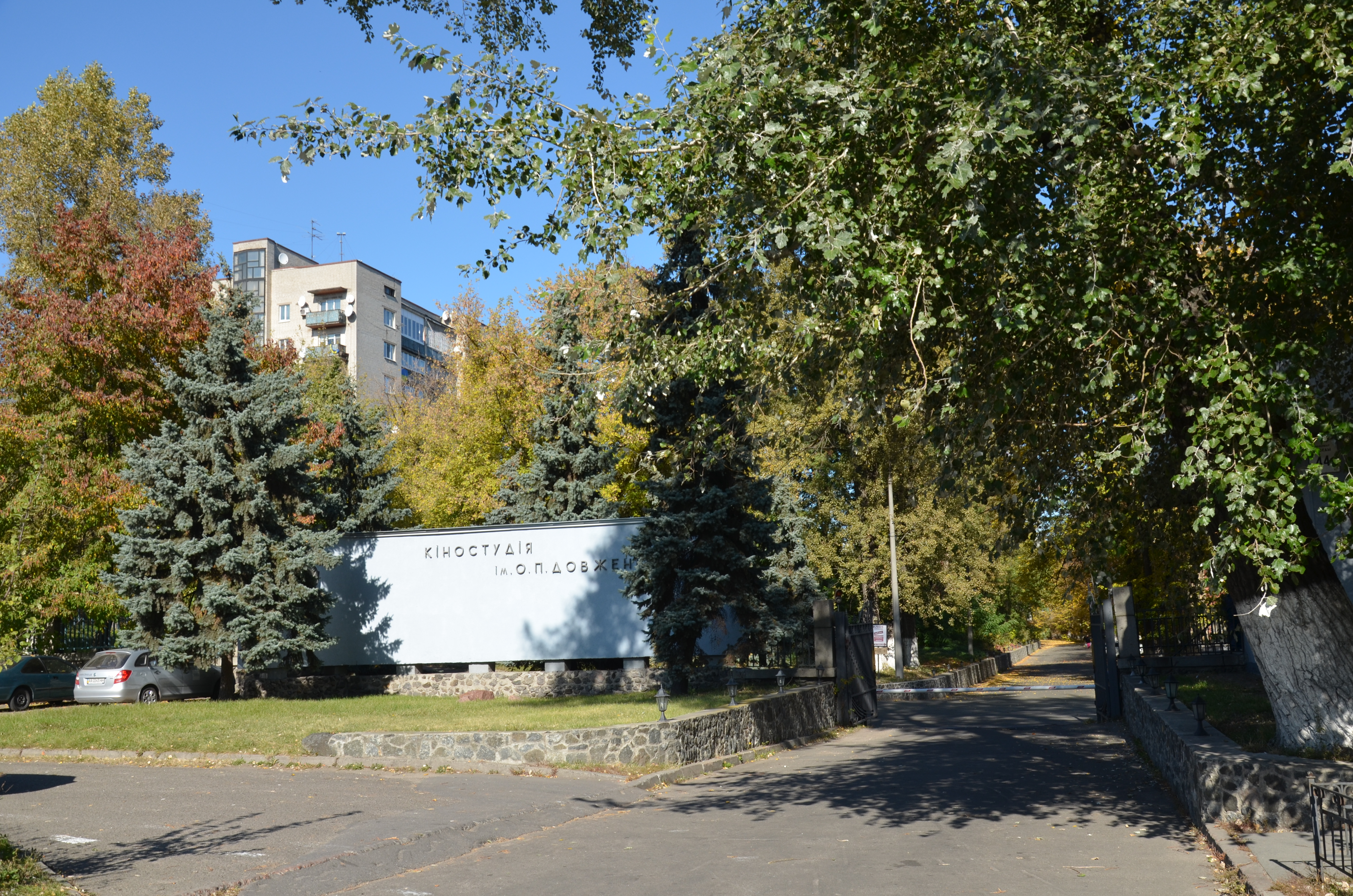
Nr. 44, Filmstudio „Alexander Dowschenko“
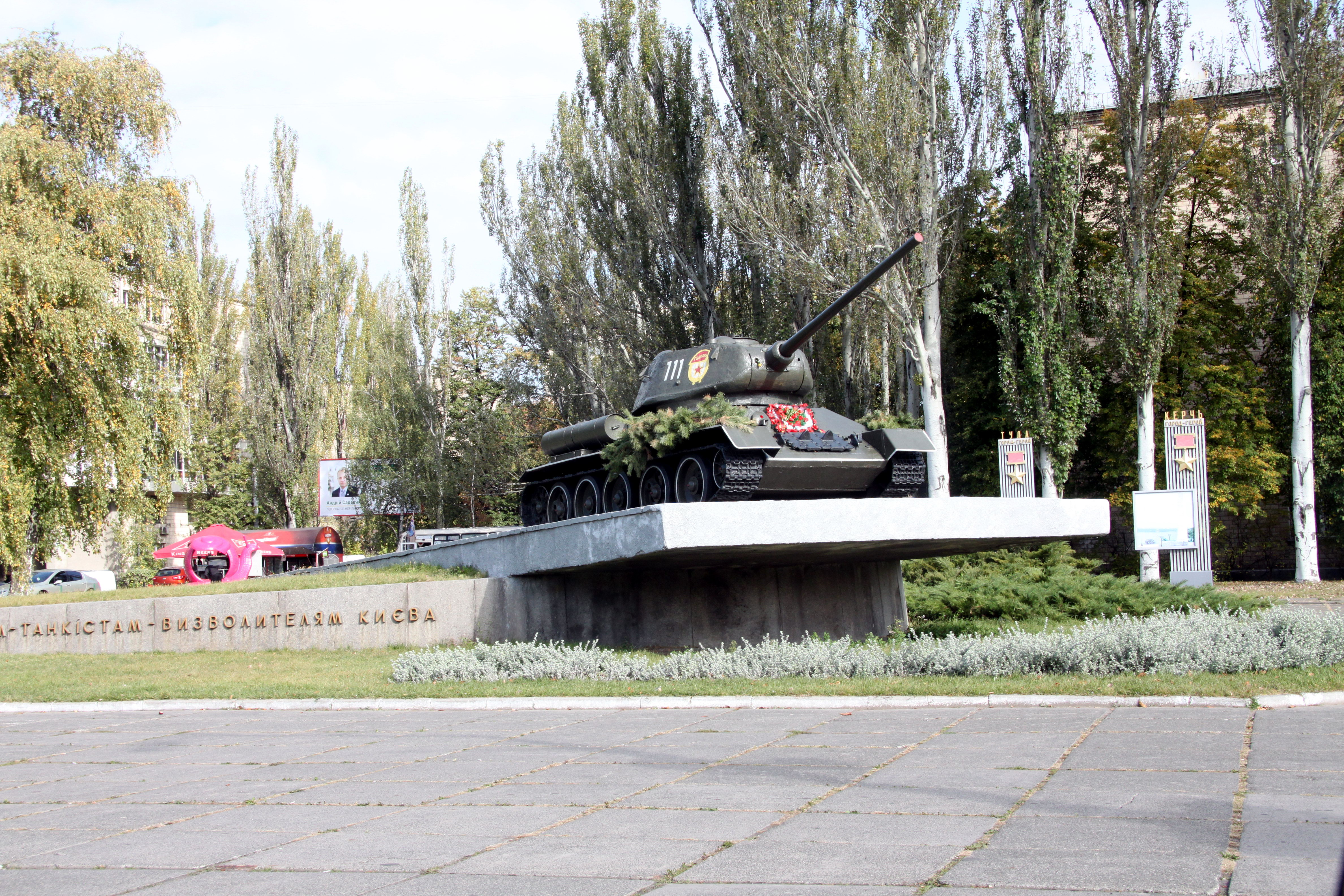
Nr. 52/2, Panzer T-34/85
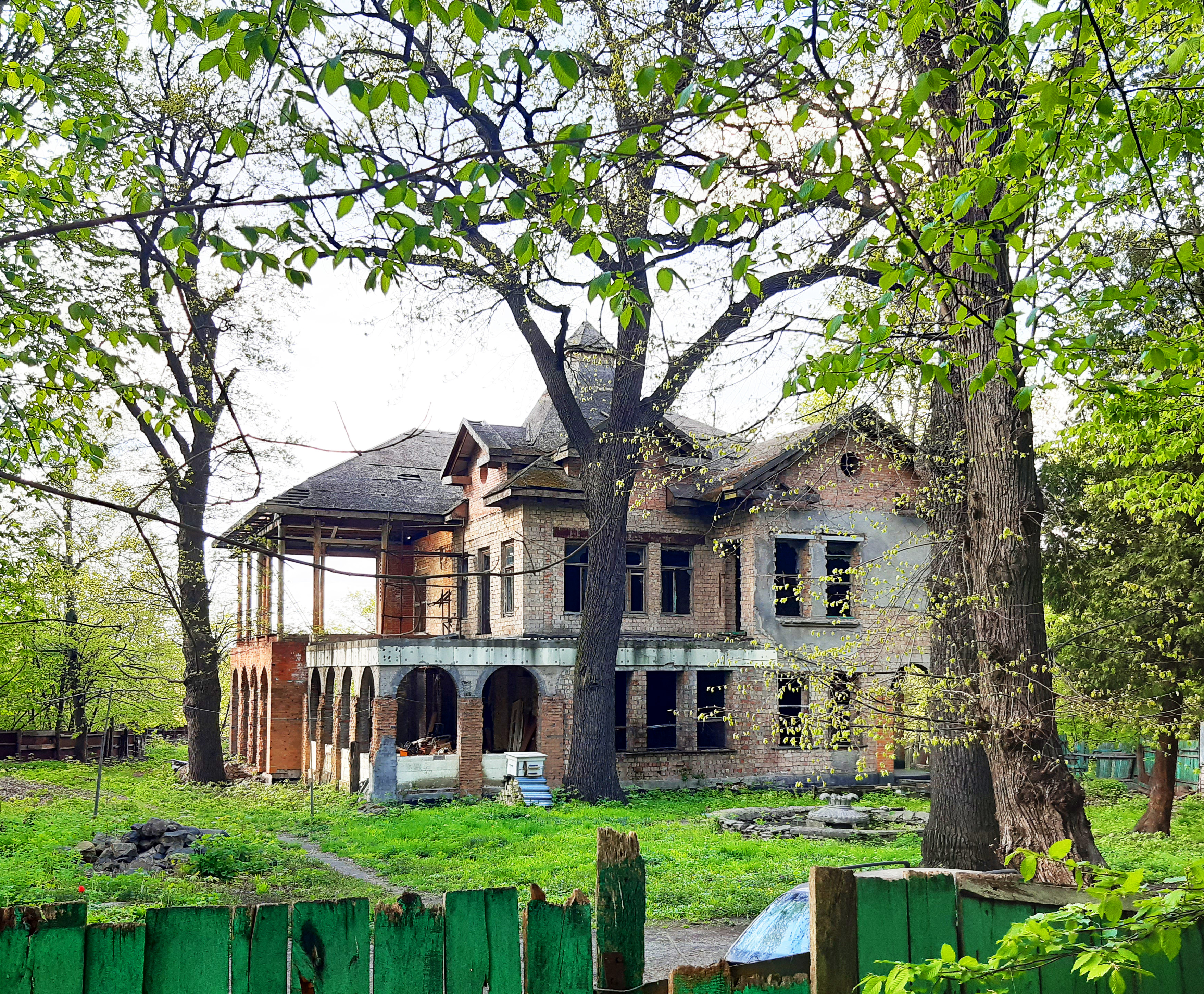
Nr. 82, ehemalige Regierungsdatscha
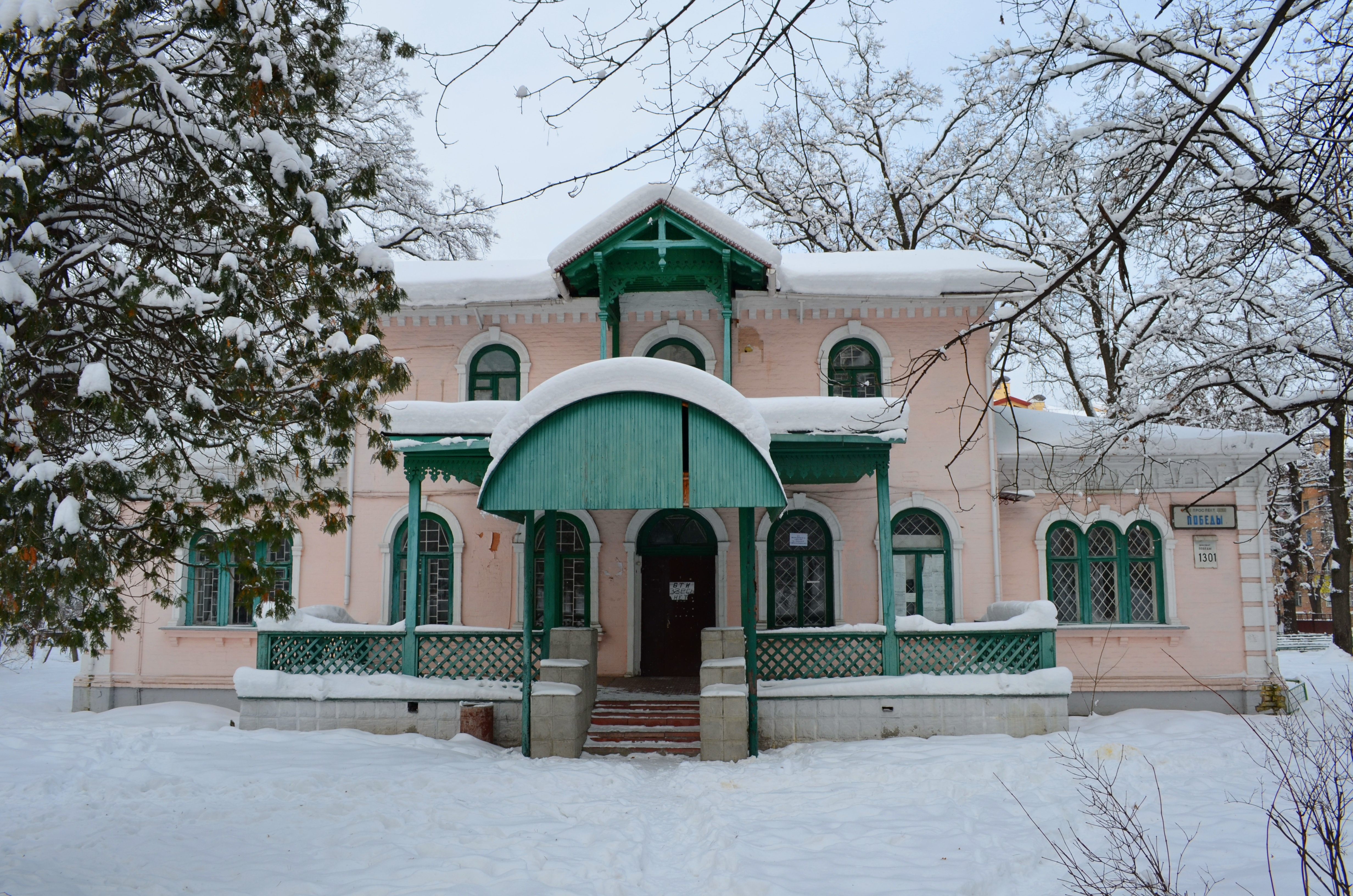
Nr. 130, Datscha

An der Straße liegen weiterhin der Hochzeitspalast (Nr. 11), zahlreiche Museen (Erziehungs- und Wissenschaftsmuseum (Nr. 10), Wachsfigurenmuseum auf Nr. 29, Metromuseum (Nr. 35), Polytechnisches Museum, Museum der Filmstudios (Nr. 44), Zirkusmuseum (Nr. 82)), einige Denkmale, Ministerien wie das Infrastrukturministerium (Nr. 14) und Hochschulen wie beispielsweise  die Nationale Wadym-Hetman-Wirtschaftsuniversität Kiew und das Hauptgebäude der Nationalen Medizinischen Universität auf Nr. 34. Der Bau des höchsten Gebäudes der Ukraine, den Sky Towers, das auf Hausnummer 13 liegt, soll im Jahr 2016 vollendet werden.